# یو یاسوکاوا
یو یاسوکاوا (انگلیسی: Yu Yasukawa؛ زادهٔ ۲۴ مهٔ ۱۹۸۸) بازیکن فوتبال اهل ژاپن است.
از باشگاه‌هایی که در آن بازی کرده‌است می‌توان به باشگاه فوتبال ماتسوموتو یاماگا اشاره کرد.